# Cryphia syriensis
Cryphia syriensis là một loài bướm đêm trong họ Noctuidae.